# Greenacres
Greenacres és una població dels Estats Units a l'estat de Florida. Segons el cens del 2000 tenia 27.569 habitants.

## Demografia
Segons el cens del 2000, Greenacres tenia 27.569 habitants, 12.059 habitatges, i 7.585 famílies. La densitat de població era de 2.284,2 habitants/km².
Dels 12.059 habitatges en un 24,5% hi vivien nens de menys de 18 anys, en un 45,9% hi vivien parelles casades, en un 12,5% dones solteres, i en un 37,1% no eren unitats familiars. En el 29,7% dels habitatges hi vivien persones soles el 15,1% de les quals corresponia a persones de 65 anys o més que vivien soles. El nombre mitjà de persones vivint en cada habitatge era de 2,29 i el nombre mitjà de persones que vivien en cada família era de 2,8.
Per edats la població es repartia de la següent manera: un 20,9% tenia menys de 18 anys, un 7,6% entre 18 i 24, un 28,5% entre 25 i 44, un 19,4% de 45 a 60 i un 23,6% 65 anys o més.
L'edat mediana era de 40 anys. Per cada 100 dones de 18 o més anys hi havia 84,2 homes.
La renda mediana per habitatge era de 36.941 $ i la renda mediana per família de 41.250 $. Els homes tenien una renda mediana de 30.207 $ mentre que les dones 25.141 $. La renda per capita de la població era de 19.298 $. Entorn del 5% de les famílies i el 7,2% de la població estaven per davall del llindar de pobresa.

## Poblacions més properes
El següent diagrama mostra les poblacions més properes.